# Самюъл Уолис
Самюъл Уолис (на английски: Samuel Wallis) е английски военноморски офицер, мореплавател, пътешественик-изследовател.

## Ранни години (1728 – 1766)
Роден е на 23 април 1728 година близо до Кемълфорд, графство Корнуол, Англия. Служи в Британския кралски флот и като капитан командва военни кораби край бреговете на Канада и в Ла Манш по време на Седемгодишната война (1756 – 1763).

## Експедиционна дейност (1766 – 1768)
През 1766 в Тихия океан е изпратена английска експедиция начело със Самюъл Уолис с два кораба – „Делфин“ и „Суейлоу“, като командир на втория е Филип Картерет. Експедицията отплава от Англия през август 1766 и на 17 декември достига до Магелановия проток, но поради насрещните ветрове се задържа там до 11 април 1767. Край западния вход на протока двата кораба се разделят и всеки поема в различни посоки.
От 6 до 13 юни 1767 в архипелага Туамоту Уолис открива островите Пинаки (6 юни, 19°23′ ю. ш. 138°40′ з. д. / 19.383333° ю. ш. 138.666667° з. д., 1,3 км2), Нукутаваке (7 юни, 19°17′ ю. ш. 138°47′ з. д. / 19.283333° ю. ш. 138.783333° з. д., 5,5 км2), Ваираатеа (7 юни, 19°21′ ю. ш. 139°13′ з. д. / 19.35° ю. ш. 139.216667° з. д., 3 км2), Параоа (9 юни, 19°08′ ю. ш. 140°40′ з. д. / 19.133333° ю. ш. 140.666667° з. д., 4 км2), Мануханги (10 юни, 19°12′ ю. ш. 141°15′ з. д. / 19.2° ю. ш. 141.25° з. д., 1 км2) и Ненгоненго (вторично, 13 юни).
На 17 юни в Дружествените о-ви открива остров Мехетиа (17°52′ ю. ш. 148°04′ з. д. / 17.866667° ю. ш. 148.066667° з. д., 2,3 км2), а на 18 юни – остров Таити (1042 км2, 17°37′ ю. ш. 149°26′ з. д. / 17.616667° ю. ш. 149.433333° з. д.). На 23 юни хвърля котва в залива Матаваи на северозападния бряг на острова и е посрещнат радушно от таитяните. На северозапад от Таити Уолис открива и островите Моореа (17°30′ ю. ш. 149°50′ з. д. / 17.5° ю. ш. 149.833333° з. д., 134 км2), Маиао (18 юни, 17°39′ ю. ш. 150°38′ з. д. / 17.65° ю. ш. 150.633333° з. д., 9 км2), Хуахине (16°44′ ю. ш. 151°00′ з. д. / 16.733333° ю. ш. 151° з. д., 74,8 км2), Мануае (Фенуа Ура, 16°31′ ю. ш. 154°42′ з. д. / 16.516667° ю. ш. 154.7° з. д., 3,5 км2), Тупаи (Моту Ити, 16°17′ ю. ш. 151°49′ з. д. / 16.283333° ю. ш. 151.816667° з. д., 11 км2), Раиатеа (16°44′ ю. ш. 151°27′ з. д. / 16.733333° ю. ш. 151.45° з. д., 238 км2), Тахаа (16°37′ ю. ш. 151°30′ з. д. / 16.616667° ю. ш. 151.5° з. д., 88 км2), Борабора (вторично) и атола Маупихаа (Мопелиа, 16°48′ ю. ш. 153°57′ з. д. / 16.8° ю. ш. 153.95° з. д., 2,6 км2).
На 16 август, на 13°16′ ю. ш. 176°12′ з. д. / 13.266667° ю. ш. 176.2° з. д., открива остров Увеа (Уолис), а в Маршаловите о-ви – атолите Ронгерик (3 септември, 11°22′ с. ш. 167°26′ и. д. / 11.366667° с. ш. 167.433333° и. д., 0,7 км2) и Ронгелап (вторично). След това през Батавия и Кейптаун на 20 май 1768 завършва околосветското си плаване в Англия.

## Следващи години (1768 – 1795)
След експедицията Уолис продължава да е капитан на военни кораби. През 1780 е повишен като комисар на Адмиралтейството, която позиция заема до смъртта си на 21 януари 1795 година.

## Памет
Неговото име носи остров Уолис (Увеа, 13°16′ ю. ш. 176°12′ з. д. / 13.266667° ю. ш. 176.2° з. д.), в Тихия океан, задморско владение на Франция (Уолис и Футуна).